# 杏ちゃむ
杏ちゃむ（あんちゃむ、5月17日 - 、年齢非公表）は、日本のプロレスラー、グラビアアイドル。長野県諏訪郡下諏訪町出身。

## 略歴
2018年6月から信州ガールズプロレスリングに所属し女子プロレスラーのほか、グラビアアイドルとしての活動も行っている
2020年8月30日、自身のX（旧Twitter）を更新し、子宮頸がんの手術を受ける旨を公表。
2022年2月8日、マーベラス『～Coloful World in 新木場～』におけるメインイベント「黄色軍団タッグマッチ〜イエローパニック〜」にて、くじ引きにより永島千佳世とのタッグ結成が決まった。岡優里佳、宝山愛タッグに敗北。
2022年8月15日、鳥越アズーリFM（インターネットラジオ局）にて、自身初の冠番組「杏ちゃむの酒飲み放浪記」が配信開始。
2022年10月2日、スターダム「NEW BLOOD 5」新宿大会（2022年10月19日）への参戦が発表される。(タッグマッチ：杏ちゃむ、鈴季すず vs レディ・C、妃南)
2022年10月19日、スターダム初参戦。タッグパートナーの鈴季がレディ・Cからフォールを奪い勝利。
2023年2月5日、プロレスリングWAVE初参戦。YOUNG OH!OH!に出場（梅咲遥との対戦）。
2023年6月24日、YuuRI（ガンバレ☆プロレス）との越境タッグ『QUEEN VALKYRIE(通称：QV)』を結成。
初タッグとなったアイスリボンにて初勝利を収めた。
2023年7月15日、信州ガールズ「SHINSYU GIRLS COLLECTION Vol.12｣にて柳ケ瀬プロレスの沙恵からSGP無差別級王座を奪取。悲願の初戴冠を達成。
2023年11月3日、アイスリボン「東京ドームシティプリズムホール大会」へQVで参戦し、星いぶき・松下楓歩組に勝利。第61代インターナショナル・リボンタッグ王座戴冠。
2024年6月30日、沖縄県那覇市ぶんかテンブス館にて、自身初となる自主興行『ドレイク森松＆杏ちゃむ合同自主興行』を実施。同興行におけるメインイベントにて6人タッグマッチ(ドレイク森松、加藤園子、Sareee組vs杏ちゃむ、YuuRI、マリ卍組)を行った。
2024年9月、アイスリボンのYappyとのタッグチーム「BAD BUTTS」を結成。
2024年10月13日、長野市の松代公民館で行われた信州プロレスの大会でSGP無差別級王座の初防衛戦を実施(対戦相手はダンプママ友)。あの日見た技の名前を僕はまだ知らないで初防衛に成功。
2024年11月23日、アイスリボンラジアントホール大会にてYuuRIとのタッグチーム「QV」を解消。
2025年1月4日、アイスリボンラジアントホール大会にて、藤田あかねの持つFantast ICE王座に挑戦を表明。同王座の試合は2021年12月31日以来となる。

## 人物
スリーサイズはB85、W60、H90。年齢は非公開としている。
イメージカラー：黄色(紙テープは黄・黒・金)
趣味：ダーツ、プラネタリウム、野球観戦。
好きな歌手：吉幾三
特技：英語、チューバ、空手。
2019年以降はイメージDVDを発売。12時間ぶっ通しで行われた撮影では「体力的にこういう動画を撮るのって辛いんだなぁって（笑）」と述懐している。なおコスチューム着用時には確認できないが、蓮の花のタトゥーを臀部に入れている。
生粋の日本酒好きであり、2023年3月5日に唎酒師の資格を取得。

## 杏ちゃむの酒呑み放浪記in〇〇
上述した日本酒好きが高じて、全国各地での飲み会(交流会)を不定期で開催している。イベント名は”自身の冠番組名in地名”。開催歴は以下の通り。
- 杏ちゃむの酒呑み放浪記in小松

2021年、2022年、2023年、2024年の年末に行われた
- 杏ちゃむの酒呑み放浪記in大阪

2023年に2回行われた
- 杏ちゃむの酒呑み放浪記in新潟

2023年、2024年に行われた
- 杏ちゃむの酒呑み放浪記in大分

2023年に行われた
- 杏ちゃむの酒呑み放浪記in広島

2023年に行われた
また上記のほか、寧々∞D.a.i（暗黒プロレス組織666）が店長を務める西麻布のバーにて月に1度飲み会を開催。
ＱＶとしての飲み会イベントも実施。
第1回は伊藤薫の経営する居酒屋「心亭」で行われた。

## タイトル歴
- 第24代SGP無差別級王座
- 第61代、67代インターナショナルリボンタッグ王座（パートナーは第61代時YuuRI、第67代時Yappy）

## 得意技
- ヒップアタック

通称：高尻圧
- ヒップドロップ
- クロスボディ[2]
  - コーナーから場外へ放つときもある
- 握手十字[2]
- 各種関節技

あの日見た技の名前を僕はまだ知らない(通称「あの技」)
うつ伏せ状態の相手に対し、腰の上でクロスするように仰向けとなり、相手の左腕のリストを自身の左手でクラッチしながら左肘で相手の脚を押さえ、自身の右肘で相手の右肘を締めあげる複合関節技。
ハニートラップ
相手からのハイキックを脚で迎撃し、そのまま脚を絡めSTFに移行するサブミッション
- ミサイルキック
- 蒼魔刀
- フレアリングロータス[18]

変型スクールボーイボム。トップコーナーで逆向きに座らせた相手の股から手を入れ、そのままマットに叩きつける
- フィッシャーマンスープレックス
- ダイビング・ネックブリーカー・ドロップ
- ビールホールド

杏ちゃむの酒好きにちなみ名付けられた。ヒールホールド。
デスマッチも好むため、蛍光灯や竹串を用いたラフファイトも行う。

## 作品

### イメージビデオ
- ANgel（2019年4月26日、発売元：Fiction、販売元：グラッソ）[14]
- あんずいろ（2019年7月26日、発売元：Fiction、販売元：グラッソ）
- 蓮カノ（2019年12月20日、発売元：Fiction、販売元：グラッソ）
- 濡蓮（2020年3月27日、発売元：Fiction、販売元：グラッソ）
- 杏ちゃむvs仮想エロス（2020年9月25日、エアコントロール）

## 出演

### ケーブルテレビ
- 信州美人が行くっ! (2022年4月 INC長野ケーブル)

### ウェブテレビ
- DDT LIVE!~さよならとしまえん~ 大仁田厚 負けたら即引退SP 路上電流爆破 ＃大仁田としまえんで負けた引退（2020年8月27日、ABEMA）[19]

### インターネットラジオ
- 杏ちゃむの酒飲み放浪記(2022年8月15日〜2023年12月21日毎月第1、第3月曜23時〜23時50分鳥越アズーリFMアシスタント:ビューティー吉田)[20]